# Mummia di Usermontu

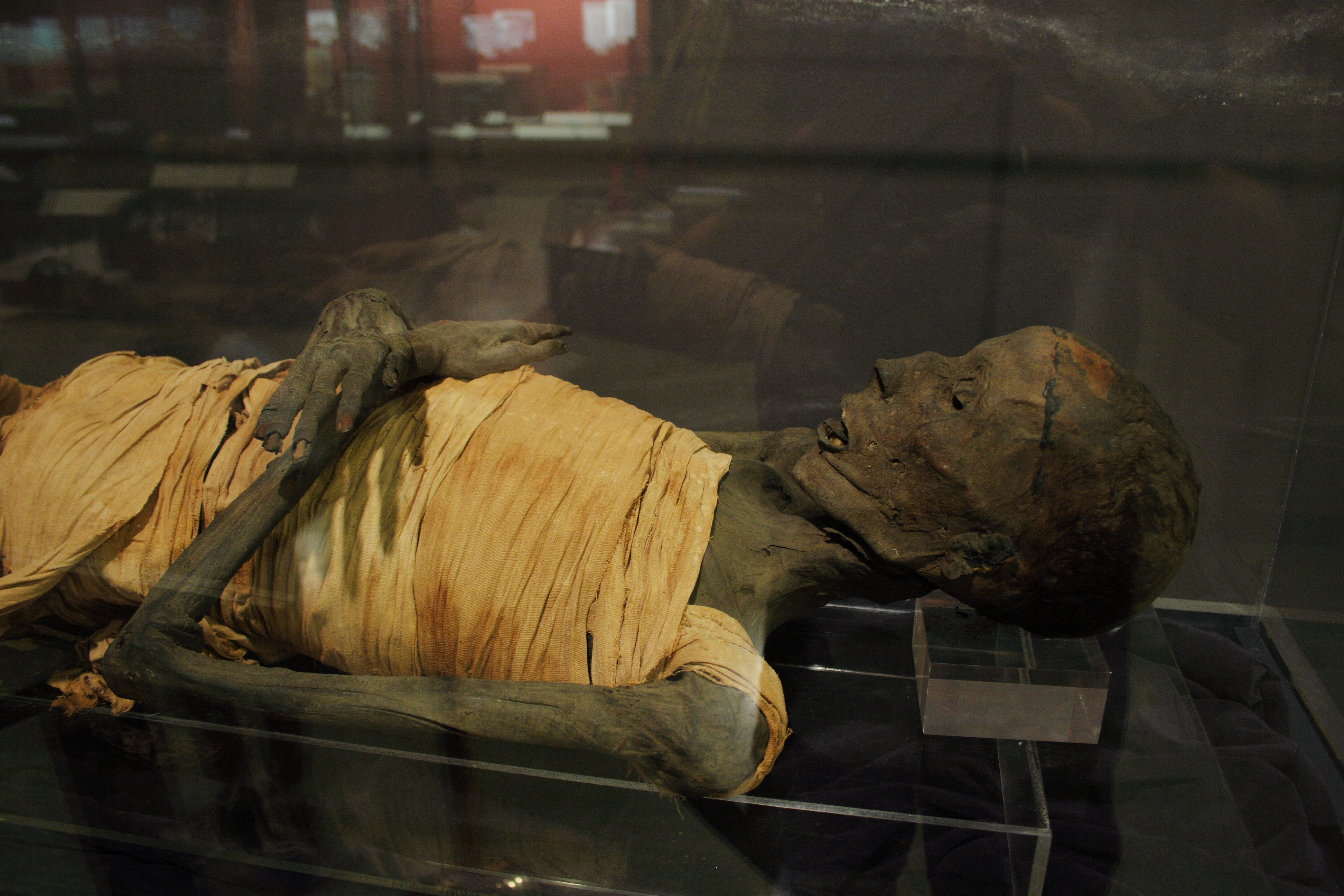
Vista laterale della mummia

"Usermontu" è un'antica mummia egizia esposta al Rosicrucian Egyptian Museum di San Jose, in California.
Il nome Usermontu - che significa "Potente è Montu" - quasi certamente non corrisponde al nome, ancora sconosciuto, che originariamente apparteneva all'uomo mummificato. L'errore è nato perché molto tempo dopo la morte, la mummia è stata collocata in una bara originariamente appartenuta a un altro uomo, un prete di nome Usermontu, ancora al suo interno al momento della riscoperta. La mummia è molto ben conservata ed è nota per avere un'antica protesi protesica nel ginocchio sinistro.

## Storia
Nel 1971 il Museo Rosacroce acquistò due antiche bare sigillate egiziane da Neiman-Marcus. All'insaputa di tutti, una delle bare conteneva ancora la mummia, che fu scoperta poco dopo l'acquisto. Sulla base del tipo di imbalsamazione originariamente fornito a "Usermontu", si ritiene che fosse un maschio egiziano di elevata classe sociale che probabilmente visse - e alla fine morì - durante il Nuovo Regno d'Egitto (tra il XVI e l'XI secolo a.C.). Per una ragione che ci rimane sconosciuta, diversi secoli dopo la morte il suo cadavere fu messo nella bara del "vero" Usermontu, che visse durante la 26a dinastia. Intorno al 400 a.C., come suggerito dalla datazione al radiocarbonio, il corpo subì un altro avvolgimento, con bende di lino che sono ancora visibili oggi. Non si sa da dove provenissero la bara e la mummia. In vita l'uomo avrebbe dovuto avere una chioma rossa naturale e la sua mummia è alta circa 5 ft (1,5 m). 

### Pin protesico
Nell'agosto 1995 il professor C. Wilfred Griggs della BYU eseguì alcune radiografie sulle mummie Rosacroce e scoprì la presenza di una vite ortopedica in ferro lunga 9 in (23 cm) all'interno del ginocchio sinistro di "Usermontu". Inizialmente Griggs credeva che il perno fosse inserito nei tempi moderni per ricollegare la gamba al resto del corpo, quindi in seguito ottenne il permesso di scartare la gamba ed esaminare direttamente il perno per risolvere il mistero. Dopo l'esame, Griggs si rese conto che il perno non poteva essere stato inserito in tempi moderni e che doveva essere stato inserito sì dopo la morte dell'uomo, ma prima della sua sepoltura: ipotesi confermata da ulteriori analisi. Il perno era tenuto in posizione da una resina organica, analoga al moderno cemento osseo. In tal modo, coloro che eseguirono l'operazione assicurarono l'integrità del corpo, necessaria per l'antica vita ultraterrena egiziana. In seguito, sono stati espressi molti dubbi in letteratura sulla validità di questa interpretazione: nella mummia mancano le ossa, la gamba non sarebbe stata mobile e probabilmente il perno sarebbe stato successivamente attaccato al corpo già morto, che aveva una gamba amputata, per completarlo per i viaggi nell'aldilà.